# كتاب المختصر في حساب الجبر والمقابلة
كتاب المختصر في حساب الجبر والمقابلة هو كتاب في الرياضيات باللغة العربية بين (813 و833) من قبل عالم الرياضيات المسلم الخوارزمي، وضع الخوارزمي أسس علم الجبر كونها أول دراسة منهجية لحل معادلة من الدرجة الأولى والثانية، وقد عمل خلفاء الخوارزمي على توسيع نطاق عمله في كتب أخرى التي غالبا ما تحمل نفس العنوان.

## السياق
في عهد المأمون (813-833)، التي كانت الدولة العباسية في أوج ازدهارها، طلب الخليفة من الخوارزمي - حيث كان عالما مشهورا يعمل في بيت الحكمة في بغداد - تقييم الطرق الرياضية المفيدة في إدارة هذه الدولة الضخمة التي تمتد من آسيا الوسطى إلى جبال البرانس.

## المحتوى

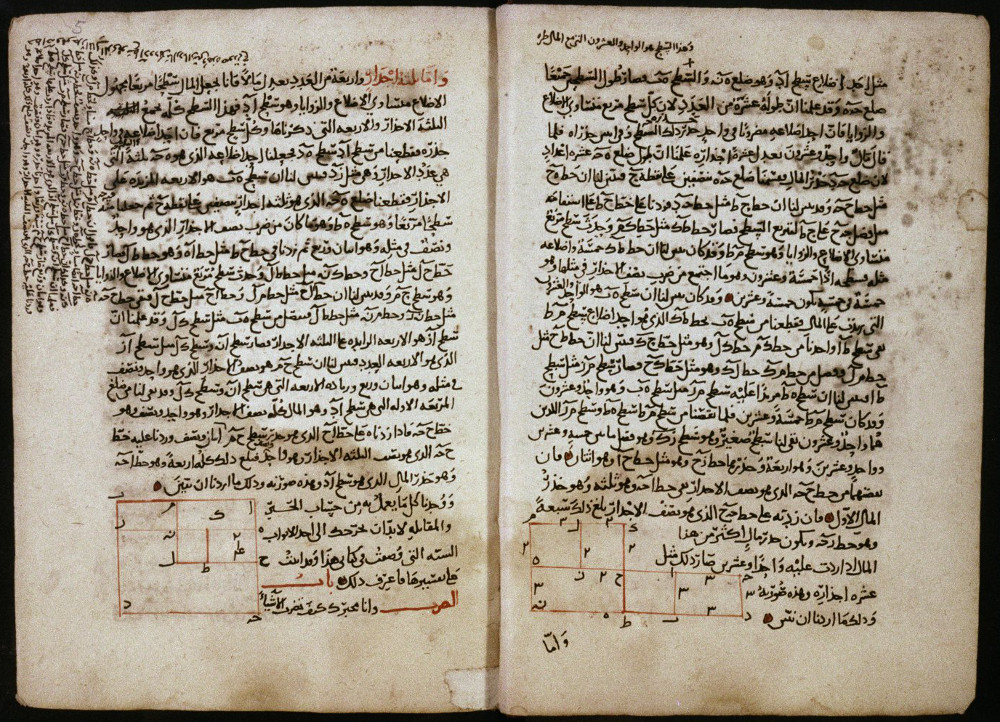
صفحات من القرن الرابع عشر تُظهر حلولاً هندسية لمعادلتين تربيعيتين

الكتاب يحتوي على كل ما هو مفيد في حساب ما يحتاجه الناس في مسائل الميراث، ومشاكل التقسيم، والتقاضي، والتجارة، وبشكل عام لجميع العلاقات المتبادلة أو أيضًا في مسح الأراضي وحفر القنوات والحسابات الهندسية وأشياء أخرى متنوعة حيث ينقسم الكتاب إلى ثلاثة أجزاء:
1. منهج ومعالجة معادلات الدرجة الأولى والثانية وهو الجزء الرئيسي من الكتاب.
2. منهج لحساب المساحات والأحجام لبعض الأشكال الهندسية.
3. حل مسائل الميراث والوصايا والتكمّلة والرق في الإسلام

وفي هذه الأطروحة، دراسة منهجية لمجموعة من المعادلات، وتغطي هذه الدراسة الحلول الكاملة لمعادلة رياضية، وتختلف طريقة وصف المعادلات في الكتاب عن الطريقة الحديثة للرياضيات حيث يتم عرضها بالمقادير الجبرية وهي المقادير أو الأعداد التي يحتاج إليها في حساب الجبر والمقابلة وهي ثلاثة على نحو التالي:
1. مال: كل ما اجتمع من الشيء المضروب في نفسه ويرمز له {\displaystyle x^{2}}.
2. شيء أو جذر: وهو العدد المجهول والذي يرمز له في الرياضيات الحديثة {\displaystyle x}.
3. عدد مفرد: كل ملفوظ من العدد بلا نسبة إلى جذور ولا أموال ويعرف بالحد الخالي من {\displaystyle x}.

وللتوضيح يمكن ضرب المثال التالي كما هو معرف في بالشكل الحديث:
{\displaystyle ax^{2}+bx+c=0}
وأغلب ما ورد في كتب هي مسائل معادلاتها من الدرجة الأولى أو الثانية والتي صيغتها العامة بحسب المصطلح الرياضيات الحديثة حيث أنّ ({\displaystyle a} ، {\displaystyle b} ، {\displaystyle c}) أعداد معلومة وهي:
{\displaystyle a} وهو عدد الأموال وهو معامل {\displaystyle x^{2}}.
{\displaystyle b} وهو عدد الأشياء أو الجذور التي يحتاج إلى استخراجها ونرمز له بـ{\displaystyle x}
{\displaystyle c} وهو العدد المفرد والذي ندعوه بالثوابت وهو الحد الخالي من {\displaystyle x}.
ويمكن شرح ما سبق بالإشارة إلى أبيات الشعر لابن الياسمين في الأرجوزة الياسمينية:
ومما يلاحظ بأنّ جميع المعادلات والعمليات الحسابية المذكورة في الكتاب يتم وصفها عن طريق صياغة الجمل باستخدام المقادير الجبرية وأيضاً في ذلك الوقت لم يكن معروفاً عند علماء الرياضيات الأعداد السالبة مما أدى به إلى التمييز بين ستة حالات التي تكون فيها الأعداد {\displaystyle a}، و{\displaystyle b} و{\displaystyle c} كلها موجبة:
1. الأموال التي تعدل الجذور: ({\displaystyle ax^{2}=bx})
2. الأموال التي تعدل العدد: ({\displaystyle ax^{2}=c})
3. الجذور التي تعدل عدداً: ({\displaystyle bx=c})
4. الأموال والجذور التي تعدل العدد: ({\displaystyle ax^{2}+bx=c})
5. الأموال والعدد التي تعدل الجذور: ({\displaystyle ax^{2}+c=bx})
6. الجذور والعدد التي تعدل الأموال: ({\displaystyle bx+c=ax^{2}})

أي معادلة من الدرجة الأولى أو الثانية يمكن تحويلها إلى إحدى الحالات الست المذكورة أعلاه بمعاملات موجبة. لهذا، استخدم الخوارزمي التقنيتين التي أعطت اسمها للكتاب: «الجبر» و«المقابلة»، الجبر والمقابلة هما جانبان مما يصطلح اليوم بـ«التحويل».

### الجبر

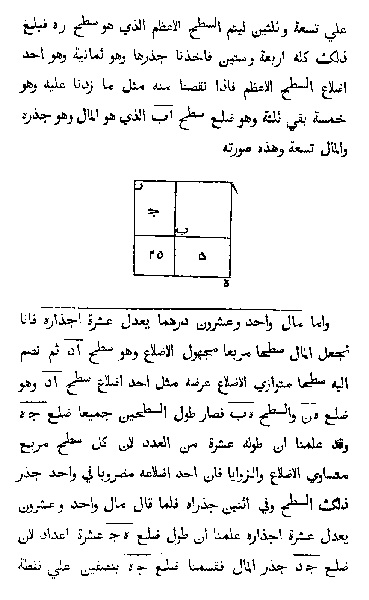

الجبر بمعنى «إصلاح الكُسر»  ، حيث تم نقل الكلمة إلى اللاتينية، وأصبحت algebra. الجبر هو تبسيط المعادلة من خلال إزالة الطرح وهذا بإضافة حدود في طرفيها. أي بالمصطلح الحديث الحصول على معادلة بمعاملات موجبة.
x2 = 40x − 4x2 تحول بالجبر إلى x2 + 4x2 = 40x، ثم إلى  5x2 = 40x.
في الواقع، سمى الخوارزمي الحدود المطروحة (مثل 2 × 4 في المثال السابق): «ناقص». الكلمة المستخدمة هي نفسها للدلالة على أطرافه لمبتوري الأطراف. وبالتالي الجبر هو استعادة ما هو مفقود في المعادلة.

### المقابلة
إزالة الطرح بالجبر ليس كافيا للحصول على إحدى الحالات الست.
x2 + 5 = 40x + 4x2 يحتوي على مربعات في كلا الطرفين، ولكن كل طرف هو مجموع
المقابلة تتمثل في طرح كمية من نفس النوع (الدرهم، جذر أو مربع) بحيث لا يبقى منه في الجانبين من المعادلة في نفس الوقت.
في المعادلة التالية: x2 + 5 = 40x + 4x2 ، نطرح x2 للحصول على 5 = 40x + 3x2.

## مشكلة الترجمة

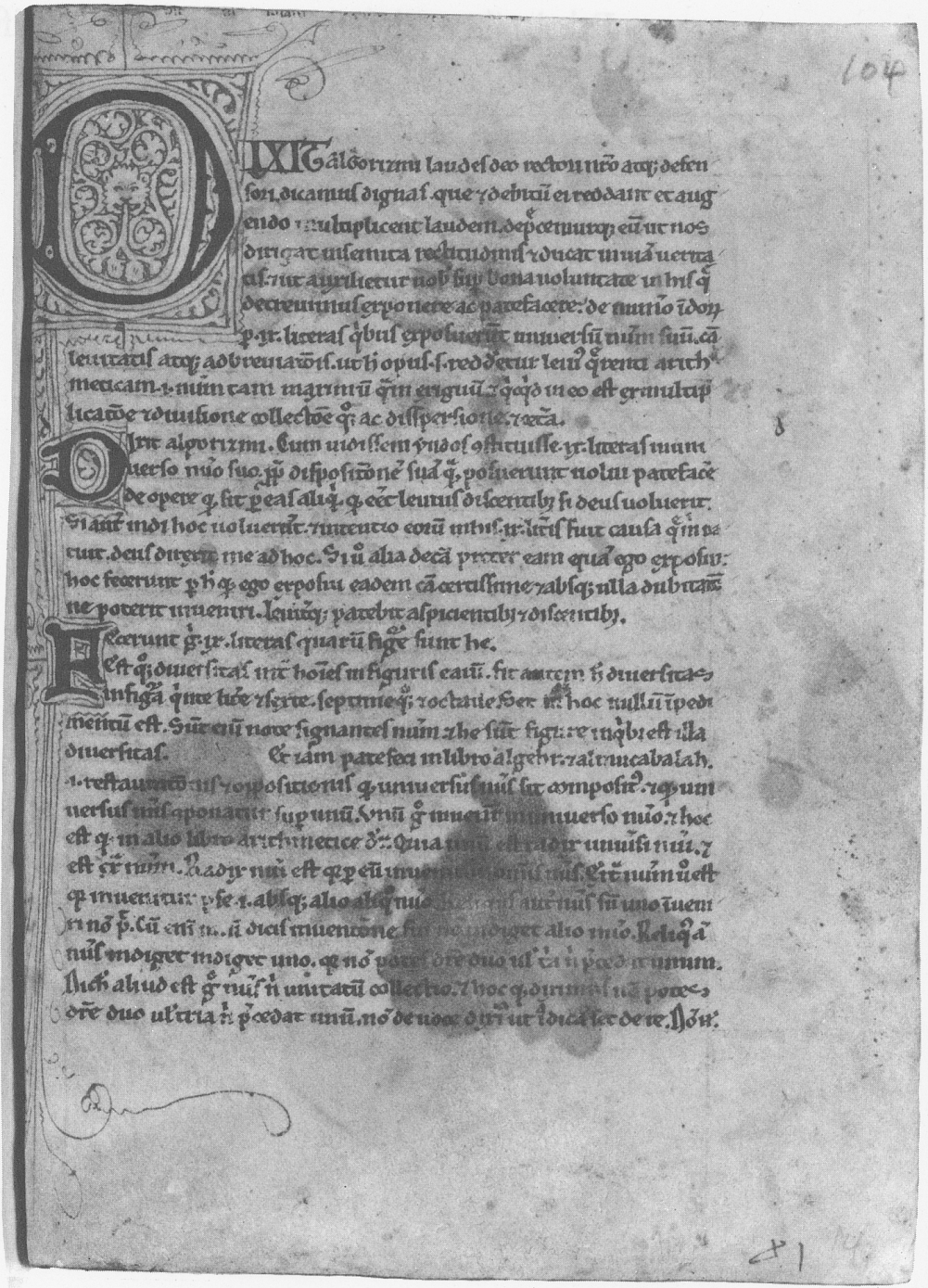
صفحة الترجمة إلى اللغة اللاتينية، بدءبـ Dixit Algoritmi (مكتبة جامعة كامبردج،.li.6.5

بقيت نسخة واحدة باللغة العربية موجودة بجامعة أكسفورد ومؤرخة في 1361 ، وفي عام 1831، نشر فردريك روزن ترجمة باللغة الإنجليزية معتمدا على هذا المخطوط. وقال، في مقدمته، أنه يلاحظ أن الكتابة «بسيطة وقابلة للقراءة» ولكن قد حُذف التشكيل، مما يجعل فهم بعض العبارات صعبا.

## وصلات خارجية
- المختصر في حساب الجبر والمقابلة على موقع المكتبة الرقمية العالمية
- Jean-Pierre Levet (1997). Robert de Chester. Algèbre d’Al-Khwarismi. Traductions et commentaires (depuis le latin). Cahiers d’histoire des mathématiques et d’épistémologie (بالفرنسية). IREM de Poitiers..
- Robert of Chester's latin translation of the Algebra ok al-Khowarizmi (PDF) (بالإنجليزية). New York: The MacMillan Company. 1915. Archived from the original (PDF) on 2023-04-04. {{استشهاد بكتاب}}: الوسيط |الأول= يفتقد |الأخير= (help) and الوسيط غير المعروف |commentaire= تم تجاهله (help)
- (بالفرنسية) الخوارزمي على موقع Chronomath
- (بالإنجليزية) سيرة الخوارزمي على موقع McTutor.
- (بالفرنسية) D’Al Khwarizmi à Cardan, les débuts de l’Algèbre ، على موقع IREM de Rennes. مع جدول ترجمة إثبات للخوارزمي، في إطار التدوين الحديثة.
- (بالفرنسية) مقابلة مع احمد جبار الفيديو على موقع مدرسة المعلمين العليا.